# Эволюта
Эволю́та (от лат. evolutus «развёрнутый») плоской кривой — геометрическое место точек, являющихся центрами кривизны исходной кривой.
Эволюта — огибающая нормалей, проведённых в каждой точке плоской кривой.
По отношению к своей эволюте любая кривая является эвольвентой.

## Уравнения
Если линия задана параметрическими уравнениями {\displaystyle X=x(t),\ Y=y(t)}, то её эволюта имеет уравнение:
{\displaystyle X=x(t)-y'{\frac {x'^{2}+y'^{2}}{x'y''-x''y'}},}

{\displaystyle Y=y(t)+x'{\frac {x'^{2}+y'^{2}}{x'y''-x''y'}}}
В частности, если {\displaystyle t} является натуральным параметром кривой {\displaystyle {\vec {r}}(t)}, то её эволюта может быть задана уравнением:
{\displaystyle {\vec {r}}(t)+{\frac {1}{k(t)}}{\vec {n}}(t)},
где {\displaystyle {\vec {n}}} — единичный вектор нормали кривой, направленный в сторону центра кривизны, {\displaystyle k} — кривизна.

## Примеры
- Вытянутая астроида

{\displaystyle x={\frac {a^{2}-b^{2}}{a}}\cos ^{3}t,\quad y={\frac {b^{2}-a^{2}}{b}}\sin ^{3}t}
является эволютой эллипса
{\displaystyle {\frac {x^{2}}{a^{2}}}+{\frac {y^{2}}{b^{2}}}=1}.
- Эволюта астроиды подобна ей, но вдвое больше неё и повёрнута относительно неё на 45°.
- Эволюта циклоиды является циклоидой, конгруэнтной исходной и параллельно сдвинутой от исходной так, что вершины переходят в её каспы. Эти свойства открыты Христианом Гюйгенсом; они были им использованы при создании точных механических часов, собственная частота маятника в которых не зависит от амплитуды колебаний.